# Bilimbia accedens
Bilimbia accedens är en lavart som beskrevs av Arnold. Bilimbia accedens ingår i släktet Bilimbia, klassen Lecanoromycetes, divisionen sporsäcksvampar och riket svampar. Enligt den finländska rödlistan är arten nära hotad i Finland. Arten är reproducerande i Sverige. Artens livsmiljö är kalkstensklippor och kalkbrott, inklusive bar kalkjord.